# John Pizzarelli
John Paul Pizzarelli Jr. (ur. 6 kwietnia 1960 w Paterson) – amerykański gitarzysta i wokalista jazzowy. Jest również autorem tekstów, liderem swojego bandu. Nagrał 24 autorskie płyty długogrające oraz ponad 40 albumów z innymi artystami, w tym z Jamesem Taylorem czy ze swoją żoną Jessicą Molaskey.

## Dyskografia

### Albumy autorskie
| Data wydania | Album                                   | Uwagi              | Label          |
| ------------ | --------------------------------------- | ------------------ | -------------- |
| 2008-?-?     | "With a Song in My Heart"               | -                  | Telarc Records |
| 2006-07-18   | "Dear Mr. Sinatra"                      | -                  | Telarc Records |
| 2005-03-22   | "Knowing You"                           | -                  | Telarc Records |
| 2004-04-27   | "Bossa Nova"                            | -                  | Telarc Records |
| 2003-04-22   | "Live at Birdland"                      | -                  | Telarc Records |
| 2002-04-23   | "The Rare Delight of You"               | + George Shearing  | Telarc Records |
| 2000-11-28   | "Let There Be Love"                     | -                  | Telarc Records |
| 2000-10-10   | "Two Family House"                      | soundtrack         | RCA Records    |
| 2000-06-06   | "Brazil"                                | + Rosemary Clooney | Concord Jazz   |
| 2000-02-22   | "Kisses In The Rain"                    | -                  | Telarc Records |
| 1999-09-14   | "P.S. Mr. Cole"                         | -                  | RCA Records    |
| 1998-08-25   | "Meets The Beatles"                     | -                  | RCA Records    |
| 1997-04-29   | "Our Love Is Here to Stay"              | -                  | RCA Records    |
| 1996-10-06   | "Let's Share Christmas"                 | -                  | RCA Records    |
| 1996-01-16   | "After Hours"                           | -                  | Novus          |
| 1994-06-28   | "New Standards"                         | -                  | Novus          |
| 1994-11-23   | "Dear Mr. Cole"                         | -                  | Novus/RCA      |
| 1993-02-09   | "Naturally"                             | -                  | Novus          |
| 1992-02-14   | "All Of Me"                             | -                  | Novus          |
| 1990-04-18   | "My Blue Heaven"                        | -                  | Chesky Records |
| 1988-11-01   | "One Night With You"                    | -                  | Chesky Records |
| 1987-?-?     | "Sing! Sing! Sing!"                     | -                  | P-Vine Records |
| 1985-06-25   | "Hit That Jive Jack!"                   | -                  | Stash Records  |
| 1983-05-?    | "I’m Hip – Please Don’t Tell My Father" | -                  | Stash Records  |